# Сдавайтесь
«Сдавайтесь» — кинофильм. Иногда даётся под названием «Идти на уступки».

## Сюжет
Писатель Шон Стайн, много раз женатый, всегда оказывался обманут своими возлюбленными. Они забирали с собой немалую часть его состояния и уходили. Новая случайная знакомая, художница Дейзи Морган, напротив, вовсе не желает выходить замуж из-за денег, поэтому Шону приходится скрывать, кто он есть на самом деле. Обман вскоре обнаруживается.